# Distretto di Chincheros
Il distretto di Chincheros è un distretto del Perù nella provincia di Chincheros (regione di Apurímac) con 5.706 abitanti al censimento 2007 dei quali 2.123 urbani e 3.583 rurali.
È stato istituito fin dall'indipendenza del Perù.